# اندیس سنگ چاهی
سنگ چاهی یک اندیس غیرفلزی است که در حوالی شهر بهبهان استان کهگیلویه و بویراحمد قرار دارد و مادهٔ معدنی موجود در آن، گوگرد است.سنگ میزبان این اندیس سنگ گچ و مارن است و دیرینگی آن به دوران میوسن می‌رسد. 